# 잔 루카 슐츠
잔 루카 슐츠(독일어: Gian Luca Schulz, 독일어 발음: ['dʒan ˈlu.ka ˈʃʊlts], 1999년 1월 14일~)는 독일의 축구 선수로 포지션은 공격형 미드필더, 윙어이다. 현재 SV 바벨스베르크 03에서 활동하고 있으며 축구 선수 니코 슐츠의 동생이다.

## 구단 경력
슐츠는 헤르타 BSC의 유소년팀에서 축구 선수 경력을 시작했고 테니스 보루시아 베를린에서 2016년까지 활동했다. 2016년부터 2018년까지 1. FC 우니온 베를린 유소년팀에 있었고 레기오날리가 노르도스트의 FSV 우니온 퓌르슈텐발데에서 프로 선수 경력을 시작했다.
2020년 7월 FC 한자 로스토크로 이적했고 로스토크와 2년 동안 유효한 계약을 체결했다. 로스토크에서 활동하면서 NOFV-오버리가에 소속된 로스토크의 리저브팀 FC 한자 로스토크 II에서도 활동하며 브란덴부르크 란데스포칼에 출전했고 2021년 8월 말에 FC 에네르기 콧부스로 임대를 갔다. 그는 2023년 SV 바벨스베르크 03으로 이적했다. 

## 개인사
아버지가 이탈리아 이스키아섬 출신인 잔 루카 슐츠는 독일 축구 국가대표팀 외에 이탈리아 축구 국가대표팀에 선발될 자격을 가지고 있다. 형 니코 슐츠 또한 축구 선수이며 포지션은 풀백이다.

## 수상 내역
FSV 우니온 퓌르슈텐발데
- 브란덴부르크 란데스포칼: 2020

 FC 한자 로스토크
- 메클렌부르크포르포메른 포칼: 2020[8]

 FC 한자 로스토크 II
- NOFV-오버리가: 2023

 FC 에네르기 콧부스
- 브란덴부르크 란데스포칼: 2022